# Championnat d'Asie et d'Océanie de rink hockey 2018
Navigation
Championnat d'Asie 2014 Championnat d'Asie 2020
Le Championnat d'Asie et d'Océanie de rink hockey 2018 est la 18e édition de la compétition organisée par la Confederation of Asia Roller Sports et réunissant les meilleures nations asiatiques. Il s'agit de la 11e édition concernant la compétition féminine. Cette édition a lieu à Namwon, en Corée du Sud.
L'équipe d'Australie remporte son premier titre dans la compétition masculine et l'équipe d'Inde remporte sa cinquième couronne dans la compétition féminine, conservant son titre.
Le tournoi sert de qualification pour le Championnat du monde de rink hockey 2019, en proposant une place pour le championnat intercontinental, les places 2 à 5 donnant droit à participer au championnat Challenge.

## Tournoi masculin
| Rang | Équipe           | Pts | J | G | N | P | Bp | Bc | Diff | Qualification                                      |  |     |      |     |      |      |      |      |
| ---- | ---------------- | --- | - | - | - | - | -- | -- | ---- | -------------------------------------------------- |  | --- | ---- | --- | ---- | ---- | ---- | ---- |
| 1    | Australie        | 16  | 6 | 5 | 1 | 0 | 40 | 10 | +30  | Qualification pour le championnat intercontinental |  | —   | 3–3  | 4–1 | 5–1  |      | 5–1  | 16–0 |
| 2    | Macao            | 14  | 6 | 4 | 2 | 0 | 67 | 20 | +47  | Qualification pour le championnat Challenge        |  |     | —    | 6–6 | 8–4  |      | 12–3 | 25–2 |
| 3    | Japon            | 13  | 6 | 4 | 1 | 1 | 38 | 19 | +19  | Qualification pour le championnat Challenge        |  |     |      | —   |      | 5–3  | 8–1  | 16–4 |
| 4    | Inde             | 9   | 6 | 3 | 0 | 3 | 41 | 22 | +19  | Qualification pour le championnat Challenge        |  |     |      | 1–2 | —    | 8–4  |      | 14–2 |
| 5    | Taïpei chinois   | 6   | 6 | 2 | 0 | 4 | 39 | 40 | −1   | Qualification pour le championnat Challenge        |  | 4–7 | 2–13 |     |      | —    |      | 13–1 |
| 6    | Nouvelle-Zélande | 3   | 6 | 1 | 0 | 5 | 22 | 52 | −30  | Qualification pour le championnat Challenge        |  |     |      |     | 1–13 | 6–13 | —    |      |
| 7    | Chine            | 0   | 6 | 0 | 0 | 6 | 10 | 94 | −84  |                                                    |  |     |      |     |      |      | 1–10 | —    |